# Lars-Olof Norlin

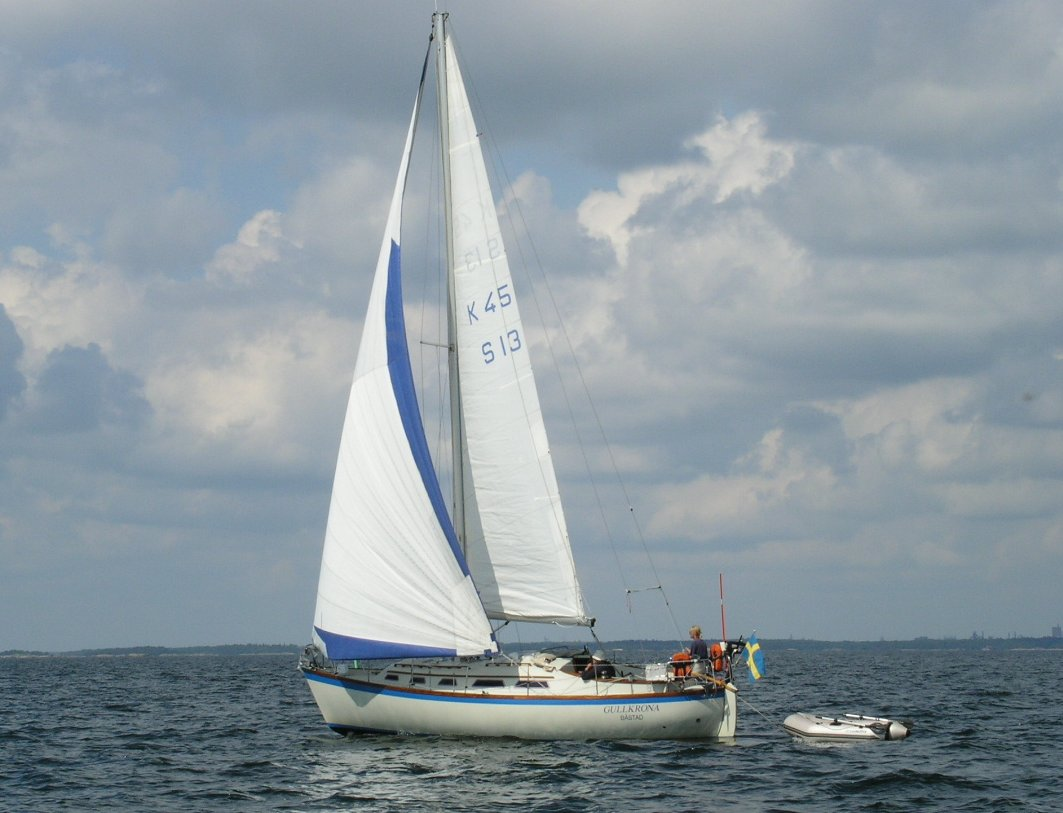
Allegro 33, konstruerad av Lars-Olof Norlin 1969.

Lars-Olof Knutson Norlin, född 23 januari 1932, död 30 april 2017, var en svensk segelbåtkonstruktör och mariningenjör.

## Biografi
Lars-Olof Norlin utbildade sig till mariningenjör. Han tog i slutet av 1960-talet fram handikappsystemet Lidingö Yard Stick (LYS), baserat på resultaten i Lidingö runt. En första tabell med handikapp-tal publicerades i På Kryss 1970. Den första kappseglingen enligt det nya systemet genomfördes 1971, och systemet blev snart sanktionerat av Svenska seglarförbundet. 
Han har bland annat konstruerat segelbåtarna Rubin, Delfin 25 och Delfin 35 på 1960-talet samt Feminin, Mandarin, Allegro 27, Allegro 33, Fortissimo och Furioso och motorseglarna Adagio 27, Adagio 33 och Adagio 44 på 1970-talet.
Norlin är begravd på Galärvarvskyrkogården i Stockholm.